# Schwarzmeer-Einheitsschiff
Die Schwarzmeer-Einheitsschiffe waren eine geplante Klasse von zwölf Küstenmotorschiffen der Kriegsmarine aus dem Zweiten Weltkrieg, die speziell für den Einsatz im Schwarzen Meer entwickelt wurden und von denen einige auch als Tender vorgesehen waren. Die Schiffe wurden erst nach 1945 fertiggestellt und fuhren unter sowjetischer und rumänischer Flagge bis in die 1970er Jahre.

## Entwicklung und technische Daten
Nach dem deutschen Überfall auf die Sowjetunion (Unternehmen Barbarossa), der Ausweitung der Frontlinien und länger werdenden Nachschubwege, bot der Seeweg über das Schwarze Meer für die Wehrmacht eine Alternative zu den überlasteten Eisenbahnen. Gleichzeitig verfügten Deutsche und Rumänen nur über wenige Schiffe, deren Zahl durch Kriegsverluste ständig abnahm. Um den Transportraum zu erhöhen, entwickelten deutsche Werften mit dem Kriegstransporter und dem „Schwarzmeer-Einheitsschiff“ zwei Frachtschifftypen, die in Serie gebaut werden und dort zum Einsatz kommen sollten.
Für das „Schwarzmeer-Einheitsschiff“ stammten die Pläne von der Werft D. W. Kremer aus Elmshorn bei Hamburg, die auf den Bau von Küstenmotorschiffen spezialisiert war. Sie entwickelte einen kleinen Frachter, der mit einem achtern angeordneten Deckshaus über dem Maschinenraum, drei Laderäumen und zwei Masten mit Ladebäumen ausgestattet war.
Die Schiffe waren 59,73 Meter lang, 9,00 Meter breit und wiesen einen Tiefgang von 3,17 Metern auf. Die Konstruktionsverdrängung betrug 765 Tonnen, die maximale 1270 Tonnen bei 706 BRT. Der Antrieb bestand aus einem 630 PS leistenden Halberg-Sechszylinder-Viertakt-Dieselmotor, der auf eine Schraube wirkte und eine Geschwindigkeit von 10,3 Knoten ermöglichte. Die Besatzung bestand aus 2 Offizieren und 23 Mannschaften. Als Bewaffnung waren zwei 20-mm-Flak vorgesehen.

## Auftragsvergabe und Bau
Als Auftraggeber trat offiziell das Reichsverkehrsministerium in Berlin auf, in den Werftunterlagen wird deutlicher das „OKM“ (Oberkommando der Kriegsmarine) genannt. Für den Bau wurden zwei Werften ausgewählt: Den Auftrag über die ersten acht Schiffe erhielt die Schiffswerft Korneuburg in Korneuburg an der Donau in Niederösterreich. Mit dem Bau der weiteren vier Einheiten wurde die Werft D. W. Kremer in Elmshorn beauftragt.
Der erste Stapellauf in Korneuburg fand am 8. Juli 1943 statt, die weiteren folgten bis zum 16. November 1944. Allerdings wurde keines der Schiffe an der Donau mehr fertiggestellt, da die Reparatur von Binnenschiffen inzwischen Vorrang erhalten hatte. Wann genau die Werft in Elmshorn mit dem Bau begann oder Stapelläufe stattfanden, ist dagegen unklar. Im Laufe des Jahres wurden die dort gebauten Schiffe zerlegt und an die Donau transportiert, auf der sie auf direktem Wege ins Schwarze Meer gebracht werden sollten.
Die Bauten der Korneuburger Werft sollen als Tender der Kriegsmarine vorgesehen gewesen sein, von denen SME 2 den Namen Spessart und SME 7 den Namen Taunus erhalten sollten. Die vorgesehenen Namen der anderen Schiffe sind zwar bekannt, aber nicht gesichert. Nach dem Staatsstreich in Rumänien vom August 1944 und dem folgenden Rückzug der Wehrmacht aus dem Land entfiel die Notwendigkeit für diese Schiffe. Sie wurden bis zum Kriegsende an der Donau stillgelegt.

## Verwendung der Schiffe
Nach dem Kriegsende beschlagnahmte die Sowjetunion die an der Donau liegenden Schiffe und stellte die noch nicht beendeten Bauten zwischen 1948 und 1951 auf der Schiffswerft Óbuda in Budapest fertig. Die ersten kamen ab 1948 in Fahrt – die Sowjetunion nutzte von den zwölf Schiffen zehn, zwei wurden an Rumänien abgegeben. Die in Korneuburg gebauten Schiffe befuhren schwerpunktmäßig Routen zwischen Ismajil in der Oblast Odessa am Unterlauf der Donau und den umliegenden Häfen am Schwarzen Meer. Bei den in Elmshorn gebauten Schiffen ist nur nachweisbar, dass sie in Fahrt kamen. Einige der Schiffe blieben bis in die 1970er Jahre im Einsatz.

## Liste der Schiffe
| Schiff | Bauwerft                            | Baunummer | Kiellegung        | Stapellauf        | Anmerkungen, Verbleib                                                                                                  |
| ------ | ----------------------------------- | --------- | ----------------- | ----------------- | --- |
| SME 1  | Schiffswerft Korneuburg, Korneuburg | 417       | 22. Dezember 1943 | 6. September 1944 | vorgesehen als Tender Harz, sowj. Beute, 1950 fertiggestellt als Pecora, 1978 außer Dienst                             |
| SME 2  | Schiffswerft Korneuburg, Korneuburg | 418       | 8. Juli 1943      | 20. April 1944    | vorgesehen als Tender Spessart, sowj. Beute, 1949 fertiggestellt als Irtys, 1971 außer Dienst                          |
| SME 3  | Schiffswerft Korneuburg, Korneuburg | 438       | 30. Dezember 1943 | 14. November 1944 | vorgesehen als Tender Hundsrück[!], sowj. Beute, 1950 fertiggestellt als Suchona, 1977 außer Dienst                    |
| SME 4  | Schiffswerft Korneuburg, Korneuburg | 439       | 1. Februar 1944   | 16. November 1944 | vorgesehen als Tender Zobten, sowj. Beute, fertiggestellt als Kolyma, 1971 außer Dienst                                |
| SME 5  | Schiffswerft Korneuburg, Korneuburg | 440       | 1. Juli 1944      | .. 1948(?)        | vorgesehen als Tender Brocken oder Schneekoppe, sowj. Beute, 1950 fertiggestellt als rumän. Constanta, Verbleib unklar |
| SME 6  | Schiffswerft Korneuburg, Korneuburg | 441       | 1. Juli 1944      | .. 1948(?)        | vorgesehen als Tender Brocken oder Schneekoppe, sowj. Beute, 1950 fertiggestellt als rumän. Mangalia, Verbleib unklar  |
| SME 7  | Schiffswerft Korneuburg, Korneuburg | 424       | 8. Juli 1944      | 17. Mai 1944      | vorgesehen als Tender Taunus, sowj. Beute, 1949 fertiggestellt als Dunaj, 1968 außer Dienst                            |
| SME 8  | Schiffswerft Korneuburg, Korneuburg | 425       | 8. Juli 1944      | 27. Juni 1944     | vorgesehen als Tender Feldberg, sowj. Beute, 1948 fertiggestellt als Seksna, 1968 außer Dienst                         |
| SME 9  | Kremer-Werft, Elmshorn              | 876       | 1943/44?          | 1943/44?          | als sowj. Motorschiff in Fahrt, weitere Angaben ungeklärt                                                              |
| SME 10 | Kremer-Werft, Elmshorn              | 877       | 1943/44?          | 1943/44?          | als sowj. Motorschiff in Fahrt, weitere Angaben ungeklärt                                                              |
| SME 11 | Kremer-Werft, Elmshorn              | 878       | 1943/44?          | 1943/44?          | als sowj. Motorschiff in Fahrt, weitere Angaben ungeklärt                                                              |
| SME 12 | Kremer-Werft, Elmshorn              | 879       | 1943/44?          | 1943/44?          | als sowj. Motorschiff in Fahrt, weitere Angaben ungeklärt                                                              |